# Austin Maestro
Austin Maestro var en bilmodell i Golfklassen som introducerades 1983. Modellen tillkom i samband med British Leyland/Rovers stora rationalisering och omorganisation i slutet av 1970-talet och kom därför att ersätta modeller från en rad varumärken, exempelvis Morris Ital, MG 1300, Austin Maxi, Triumph Acclaim och Austin Allegro.
Modellen ritades av David Bache och tillverkades i den gamla Morrisfabriken i Cowley. Konstruktionen var förhållendavis beprövad, till skillnad från tidigare Austinmodeller, på grund av att moderbolaget British Leyland under denna tid var nära konkurs. Däremot fick modellen innovativa utrustningsalternativ såsom en laminerad vindruta, lackerade stötfångare och på vissa modeller även en färddator med syntetröst. 
Maestro fanns som femdörrars halvkombi och som tvådörrars täckt skåpbil med motorer på mellan 1,3 och 1,6 liter. Efter något år presenterades även en sedan och en kombiversion, men då under namnet Montego. En variant med en större motor på 2,0 liters slagvolym och sportigare utrustning tillkom 1985 under namner MG Maestro.
Modellen fick till en början bra kritik, men efter några år uppdagades diverse fel som berodde på en undermålig produktionskvalitet och försäljningen dalade. 1988 byttes Austinmärket mot Roveremblem och 1994 slutade Maestro att tillverkas i England, på grund av introduktionen av Rover 200. Dock fortsatte en viss produktion i Bulgarien och Kina, om än i relativt liten skala. Totalt tillverkades över 600000 exemplar av Maestro i Cowley. I Sverige marknadsfördes modellen aldrig.

## Varianter
- L
- LE
- City
- Clubman
- LX
- SL
- SLX
- Vanden Plas